# Stachydeoma graveolens
Stachydeoma graveolens — єдиний у своєму роді вид ароматних помітно залозистих і щетинистих низьких кущів або напівкущів, що населяють Флориду.

## Біоморфологічна характеристика
Листки супротивні, від яйцеподібних до еліптичних, цілісні або малозубі, зазвичай загнуті. Суцвіття — кінцевий складний зонтик або китиця. Чашечка зигоморфна, дзвінчаста, залозисто-крапчаста, щетиниста, 5-лопатева (3/2), задні частки трикутні, значною мірою зрощені, утворюючи дрібнолопатеву губу, передні частки шилоподібні, трохи вигнуті, вільні над трубкою, горло волохате. Віночок пурпуруватий, 2-губний (1/3), задня губа ціла, передня губа зі щербатою серединною часткою, трубка пряма. Тичинок 2. Горішки ± кулясті, гладкі, голі. 2n = 18.